# Эрссон, Самуэль
Самуэ́ль Э́рссон (швед. Samuel Ersson; род. 20 октября 1999, Фалун) — шведский хоккеист, вратарь клуба «Филадельфия Флайерз» и сборной Швеции.

## Биография

### Клубная карьера
На драфте НХЛ 2018 году Эрссон был выбран в 5-м раунде под общим 143-м номером клубом «Филадельфия Флайерз». Он продолжил карьеру в Швеции, где играл в течение одного сезона за «Вестерос»; по итогам сезона 2018/19 Эрссон получил премию Guldgallret, как лучший молодой хоккеист в лиге Аллсвенскан. По окончании сезона он вернулся в «Брюнес», в котором играл два сезона, в качестве основного вратаря.
3 июня 2021 года Эрссон подписал с «Флайерз» трёхлетний контракт новичка. После подписания контракта был переведён в фарм-клуб «Лихай Вэлли Фантомс», в котором начал свою североамериканскую карьеру. Дебютировал в НХЛ 23 декабря 2022 года в матче против клуба «Каролина Харрикейнз», заменив по ходу игры Картера Харта; матч закончился победой «Харрикейнз» со счётом 6:5, а Эрссон отразил 22 броска по своим воротам. 9 января 2023 года в матче против «Баффало Сейбрз» заработал первый шатаут в НХЛ; матч закончился победой «Флайерз» со счётом 4:0.
5 августа 2023 года подписал с «Флайерз» новый двухлетний контракт на сумму 2,9 млн долларов.

### Международная карьера
За молодёжную сборную на молодёжном чемпионате мира 2019 года сыграл 4 матча; на турнире шведы дошли до 1/4 финала, где проиграли швейцарцам со счётом 2:0.
Вошёл в состав сборной Швеции на чемпионат мира 2024 года.